# متیو بردی (بازیکن فوتبال)
متیو بردی (انگلیسی: Matthew Brady؛ زادهٔ ۲۷ اکتبر ۱۹۷۷) بازیکن فوتبال اهل بریتانیا است.
از باشگاه‌هایی که در آن بازی کرده‌است می‌توان به باشگاه فوتبال بورم‌وود، باشگاه فوتبال آیلزبری، باشگاه فوتبال بارنت، باشگاه فوتبال وایکام واندررز، و باشگاه فوتبال دوور اتلتیک اشاره کرد.